# Association des collèges et universités de la francophonie canadienne
L'Association des collèges et universités de la francophonie canadienne (ACUFC) regroupe les 22 collèges et universités de la francophonie canadienne. Sous son égide se trouvent le Consortium national de formation en santé (CNFS) et le Réseau national de formation en justice (RNFJ). Elle est aussi partenaire de l'Agence Universitaire de la Francophonie (AUF). 
Leur vision est d'accroitre l’accès aux programmes postsecondaires en français et aux activités connexes de leurs membres, tout en visant des changements structurants et durables pour le bien collectif. Leur but est ainsi, en proposant des formations diverses en Français, (médecine, santé, justice...) de contribuer à la pérennité de cette langue sur le territoire canadien. 

## Membres
L'association des collèges et universités de la francophonie canadienne regroupe 22 institutions membres :
- Collège Éducacentre à Vancouver, Colombie-Britannique
- Université Simon Fraser, Bureau des affaires francophones et francophiles à Burnaby, Colombie-Britannique
- Campus Saint-Jean, de l'Université de l'Alberta à Edmonton, Alberta
- La Cité universitaire francophone de l'Université de Regina à Regina, Saskatchewan
- Collège Mathieu à Gravelbourg, Saskatchewan
- Université de Saint-Boniface à Saint-Boniface, Manitoba
- Université de Hearst à Hearst, Ontario
- Université Laurentienne à Sudbury, Ontario
- Collège Boréal à Sudbury, Ontario
- Université de Sudbury à Sudbury, Ontario
- Université de l’Ontario français à Toronto, Ontario
- Campus Glendon de l'Université York à Toronto, Ontario
- Collège militaire royal du Canada à Kingston, Ontario
- Université d'Ottawa à Ottawa, Ontario
- Collège La Cité à Ottawa, Ontario
- Université Saint-Paul à Ottawa, Ontario
- Collège universitaire dominicain à Ottawa
- Collège communautaire du Nouveau-Brunswick (CCNB) à Bathurst, Nouveau-Brunswick
- Centre de formation médicale du Nouveau-Brunswick (CFMNB) à Moncton, Nouveau-Brunswick
- Université de Moncton à Moncton, Nouveau-Brunswick
- Collège de l'ile à Wellington, Île-du-Prince-Édouard
- Université Sainte-Anne à Pointe-de-l'Église, Nouvelle-Écosse